# Mitologia árabe
Mitologia árabe engloba as antigas crenças politeístas presentes na Arábia pré-islâmica.
Antes da ascensão do Islã na Península Arábica no século VII d. C., o centro físico do islã, a Caaba de Meca, estava coberto de símbolos que representam os djinn, semideuses e outras criaturas que representava o ambiente profundamente politeísta da antiga Arábia pré-islâmica. Podemos inferir a partir desta pluralidade um contexto excepcionalmente amplo em que a mitologia pode florescer.

## Deuses na mitologia árabe

### Pai
Hubal (em árabe: هبل) Considerado o deus dos deuses e um dos mais notáveis, o ídolo de Hubal estava perto da Caaba em Meca, sendo feito de ágata vermelha, e em forma de um humano, mas com a mão direita quebrada e substituída por uma mão de ouro.

### As três deusas
1. Allat (em árabe: اللات) A deusa da lua árabe, que foi uma das três principais deusas de Meca.
2. Al-Uzza (em árabe: العزى) “A mais poderosa” ou “A forte” era deusa da fertilidade, que foi uma das três principais deusas de Meca, os árabes só rezavam a ela ou Hubal a pedido de proteção e vitória, antes de qualquer guerra, para mostrar como ela era importante.
3. Manat (em árabe: منات) foi uma das três principais deusas de Meca, os árabes acreditavam ser a deusa do destino, O Livro dos Ídolos descreve que Manata foi a mais antiga de todos esses ídolos. Os árabes usavam seu nome para nomear seus filhos: 'Abd-Manata e Zayd-Manata. Manata foi erguida à beira-mar nos arredores de al-Mushallal em Qudayd, entre Medina e Meca. Os àrabes rezavam á deusa para pedir proteção em suas peregrinações. No final da peregrinação, no entanto, quando eles estavam prestes a voltar para casa, eles teriam se estabelecido no local onde ficava Manata, para raspar a cabeça, e ficar lá um tempo. Eles não consideram sua peregrinação concluída até eles visitarem Manata.

### Outros deuses notáveis
1. Manaf (em árabe: مناف) A estátua de Manaf foi acariciada por mulheres, mas houve períódos que não foram autorizadas a aproximar-la.
2. Wadd (em árabe: واد) Deus de amor e amizade. Cobras são animais sagrados por causa de Wadd.
3. Amm (em árabe: أم) Ele foi venerado como deus do tempo, como seus atributos incluídos relâmpagos.
4. Ta'lab (em árabe: طالب) Um deus adorado na Arábia do Sul, particularmente no Reino do Sabá. Ta'lab era o deus da lua.
5. Dhu'l-Halasa (em árabe: ذو الحلاس) é um deus oracular do sul da Arábia. Ele era venerado sob a forma de uma pedra branca.
6. Al-Qaum (em árabe: القوم) Era o deus da guerra e da noite, e guardião de caravanas.
7. Dushara (em árabe: ذو شرى) Era o deus Nabataean seu nome significa "Senhor da Montanha"

## Seres sobrenaturais

### Espíritos

#### Marid (em árabe: مارد)
Marids são frequentemente descritos como o tipo mais poderoso de djinn, tendo poderes especialmente grande. Eles são os mais arrogantes e orgulhosos também. Como todos os djinn, eles têm o livre arbítrio ainda poderia ser obrigada a executar tarefas. Eles também têm a capacidade de conceder desejos aos mortais, mas que geralmente requer batalha, e de acordo com algumas fontes de prisão, os rituais, ou apenas uma grande quantidade de bajulação.

#### Ifrit(em árabe: عفريت)
É uma classe de gênios infernais, espíritos abaixo do nível de anjos e demônios, conhecidos por sua força e astúcia. Um ifrit é uma enorme criatura alada de fogo, masculino ou feminino, que vive no subsolo e freqüenta as ruínas. Ifrits vivem em uma sociedade estruturada ao longo de antigas linhas árabes tribais, completo, com reis, tribos e clãs. Eles geralmente se casam um com um outro, mas eles também podem se casar com o humano. Apesar de as armas e as forças normais não terem poder sobre elas, são suscetíveis à magia que os seres humanos podem usar para matar ou capturar e escravizá-los. Tal como acontece com os gênios, um ifrit pode ser um crente ou descrente, bem ou mal, mas ele é mais freqüentemente descrito como um ser perverso e cruel.

#### Djinn(em árabe: جن)
É uma criatura sobrenatural que tem livre arbítrio, eles podem ser bons ou maus. Em alguns casos, os gênios do mal são vistos como seres humanos extraviados.

### Monstros

#### Nasnas (em árabe: نسناس)
Criatura "meio ser humano", tendo uma meia cabeça, metade de um corpo, um braço, uma perna, com a qual o lúpulo com muita agilidade". Acreditava-se ser descendentes de um demônio chamado um shikk e um ser humano.

#### Ghoul(em árabe: غول)
Demônio metamorfo habitante do deserto que pode assumir a aparência de um animal, especialmente uma hiena. Ele atrai viajantes incautos para o deserto para matá-los e devorá-los. A criatura também tem por presa crianças pequenas, rouba sepulturas, bebe sangue, e come os mortos tomando a forma de um que já comeu. Por causa do último habito, o espírito da palavra é por vezes utilizado para se referir a um ser humano comum, como um ladrão de túmulos, ou a qualquer um que se delicia com a macabra.

#### Bahamut(em árabe: بهموت)
Peixe grande que reside em um mar imenso, às vezes descrito como tendo uma cabeça semelhante a de um hipopótamo ou elefante. Sobre seu lombo suporta um touro gigantesco nomeado Kujala, que se diz ter quatro mil olhos, quatro mil bocas, quatro mil narizes, quatro mil línguas, quatro mil ouvidos, quatro mil patas; uma grande quantidade de apêndices das quais há uma distância de quinhentos anos de viagem entre cada uma delas. Kujata suporta sobre seu lombo um rubi, que por sua vez repousa um anjo que, por sua vez, suporta os Sete Infernos, logo em seguida a Terra e após os Sete Céus.